# Skellebjerg Sogn
Skellebjerg Sogn 
ist eine Kirchspielsgemeinde (dän.: Sogn)
auf der Insel Sjælland im südlichen Dänemark.
Bis 1970 gehörte sie zur Harde Løve Herred im damaligen Holbæk Amt, danach zur Dianalund Kommune im Vestsjællands Amt, die im Zuge der  Kommunalreform zum 1. Januar 2007 in der Sorø Kommune in der Region Sjælland aufgegangen ist.
Im Kirchspiel leben 457 Einwohner, davon 205 im Kirchdorf (Stand: 1. Januar 2023).

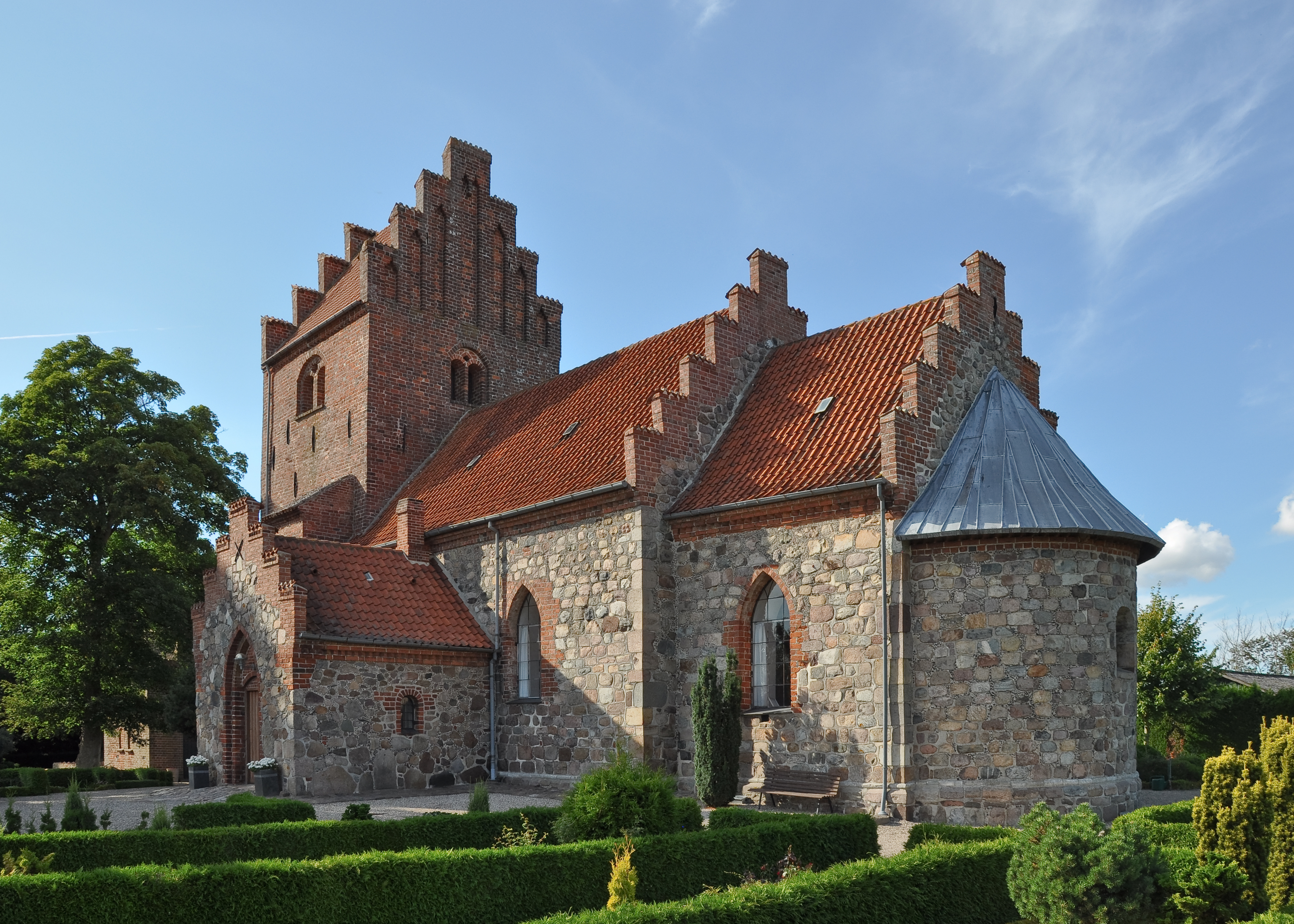
Skellebjerg Kirke

Im Kirchspiel liegt die Kirche „Skellebjerg Kirke“.
Nachbargemeinden sind im Norden Niløse Sogn, im Osten Tersløse Sogn und im Westen Ruds Vedby Sogn, ferner in der südlich benachbarten Slagelse Kommune Nordrupvester Sogn und in der westlich benachbarten Kalundborg Kommune im Südwesten Ørslev Sogn und im Nordwesten Reerslev Sogn.